# Premi Europa
El Premi Europa és una premi establert el 1955 pel Comitè de Ministres del Consell d'Europa. És atorgat cada any a un o més municipis que han fet esforços excepcionals per estendre l'ideal d'unitat europea.

## Ciutats guanyadores del Premi Europa d'ençà 1955[2]
| Any  | Ciutat                     | País                    |
| ---- | -------------------------- | ----------------------- |
| 1955 | Coventry                   | Regne Unit              |
| 1956 | Puteaux Offenbach am Main  | França · RFA            |
| 1957 | Bordeus Torí               | França · Itàlia         |
| 1958 | Vienna La Haia             | Àustria · Països Baixos |
| 1959 | Istanbul                   | Turquia                 |
| 1960 | Bruges Aarhus              | Bèlgica · Dinamarca     |
| 1961 | Illa de Rodes Schwarzenbek | Grècia · RFA            |
| 1962 | Palerm                     | Itàlia                  |
| 1963 | Aubenàs                    | França                  |
| 1964 | Innsbruck                  | Àustria                 |
| 1965 | Tübingen                   | RFA                     |
| 1966 | Kristiansand               | Noruega                 |
| 1967 | Estrasburg                 | França                  |
| 1968 | Faenza                     | Itàlia                  |
| 1969 | Karlsruhe Nancy            | RFA · França            |
| 1970 | Sierre                     | Suïssa                  |
| 1971 | Udine                      | Itàlia                  |
| 1972 | Zelzate                    | Bèlgica                 |
| 1973 | Würzburg                   | RFA                     |
| 1974 | Cesenatico Mâcon           | Itàlia · França         |
| 1975 | Darmstadt                  | RFA                     |
| 1976 | Devon                      | Regne Unit              |
| 1977 | Avinyó (Valclusa)          | França                  |
| 1978 | Tubize                     | Bèlgica                 |
| 1979 | Graz                       | Àustria                 |
| 1980 | Passau                     | RFA                     |
| 1981 | Braunfels                  | RFA                     |
| 1982 | Braine-l'Alleud            | Bèlgica                 |
| 1983 | Lausana                    | Suïssa                  |
| 1984 | Royal Leamington Spa       | Regne Unit              |
| 1985 | Santiago de Compostel·la   | Galícia                 |
| 1986 | Klagenfurt Arnhem          | Àustria · Països Baixos |
| 1987 | Berlin-Neukölln            | RFA                     |
| 1988 | Aalborg                    | Dinamarca               |
| 1989 | Lucca                      | Itàlia                  |
| 1990 | Plouguerneau               | França                  |
| 1991 | Bursa                      | Turquia                 |
| 1992 | Delfzijl                   | Països Baixos           |
| 1993 | Bocholt Mülheim del Ruhr   | Alemanya                |
| 1994 | Linz                       | Àustria                 |
| 1995 | Bolonya                    | Itàlia                  |
| 1996 | Wansbeck                   | Regne Unit              |
| 1997 | Ratisbona                  | Alemanya                |
| 1998 | Częstochowa                | Polònia                 |
| 1999 | Espira (Alemanya)          | Alemanya                |
| 2000 | Cockermouth Maruèjols      | Regne Unit · França     |
| 2001 | Sankt Pölten               | Àustria                 |
| 2002 | Gdynia                     | Polònia                 |
| 2003 | Klaipėda                   | Lituània                |
| 2004 | Oudenaarde                 | Bèlgica                 |
| 2005 | Kaliningrad                | Rússia                  |
| 2006 | Szeged                     | Hongria                 |
| 2007 | Nuremberg                  | Alemanya                |
| 2008 | Katowice                   | Polònia                 |
| 2009 | Ankara                     | Turquia                 |
| 2010 | Khàrkiv                    | Ucraïna                 |
| 2011 | Hünfeld Landerneau         | Alemanya · França       |
| 2012 | Corciano Sighișoara        | Itàlia · Romania        |
| 2013 | Altötting Tata             | Alemanya · Hongria      |
| 2014 | Słupsk                     | Polònia                 |
| 2015 | Dresden Vara               | Alemanya · Suècia       |
| 2016 | Girona                     | Catalunya               |
| 2017 | Lublin                     | Polònia                 |
| 2018 | Ivano-Frankivsk            | Ucraïna                 |
| 2019 | Donostia/Sant Sebastià     | País Basc               |
| 2020 | Amilly (Loiret)            | França                  |
| 2021 | Khmelnitski                | Ucraïna                 |
| 2022 | Esmirna                    | Turquia                 |
| 2023 | Bolesławiec                | Polònia                 |
| 2024 | Terrassa                   | Catalunya               |